# Osetnica

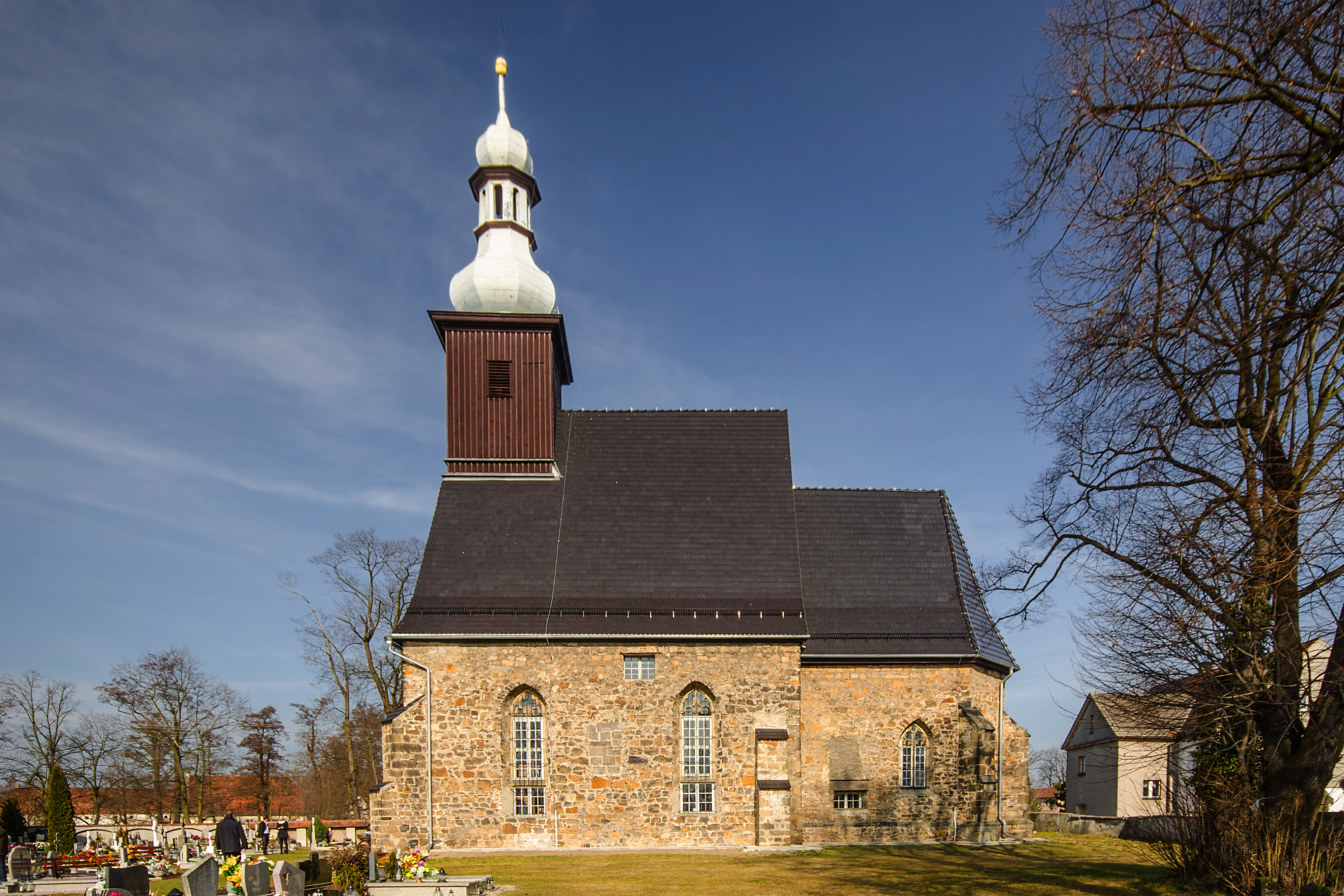
Kościół św. Anny w Osetnicy

Osetnica – wieś w Polsce położona w województwie dolnośląskim, w powiecie legnickim, w gminie Chojnów.

## Podział administracyjny
W latach 1975–1998 miejscowość administracyjnie należała do województwa legnickiego.

## Demografia
Osetnica leży na zachód od Chojnowa. Według Narodowego Spisu Powszechnego (2011) liczyła 597 mieszkańców. Obecnie jest szóstą spośród największych wsi gminy Chojnów.

## Komunikacja kolejowa
We wsi funkcjonuje przystanek kolejowy na linii Wrocław – Zgorzelec.

## Zabytki
Do wojewódzkiego rejestru zabytków wpisane są:
- kościół filialny pw. św. Anny, z końca XV w., przebudowany w XVIII w. i w 1930 r.
- zespół pałacowy, z XIX w.:
  - pałac w Osetnicy,
  - park I,
  - park II.